# Fast-recovery epitaxial diode field-effect transistor
Ein fast-recovery epitaxial diode field-effect transistor (auch fast-reverse epitaxial diode field-effect transistor, abgekürzt FREDFET oder FredFET, englisch) ist ein spezieller Leistungsfeldeffekttransistor, welcher besonders zum Schalten von induktiven Lasten (Transformatoren, Elektromotoren) in Vollbrückenschaltung (Vierquadrantensteller oder quasi-resonante Gegentakt-Schaltnetzteile) geeignet ist.

## Aufbau und Anwendung

Schaltzeichen eines selbstsperrenden n-Kanal- und p-Kanal-MISFET mit zusätzlicher Inversdiode

Bei diesem Transistor ist die durch die Halbleiterstruktur bedingte Inversdiode (auch Bodydiode genannt, siehe Aufbau eines n-MOSFET) mit im Vergleich zu gewöhnlichen Leistungs-MOSFETs besonders kurzen Schaltzeiten ausgestattet. Das wird durch die Dotierung mit Schwermetallen (wie Gold und Platin) erreicht, welche die Speicherladung und die Sperrverzögerungszeit signifikant vermindert.
Dadurch ist es möglich, induktive Lasten in sehr kurzen Zeitspannen zu schalten. Meist werden FredFETs in so genannten Vierquadrantenstellern und anderen Anwendungen mit einer Vollbrücke (H-Brücke) aus MOSFET-Schaltern eingesetzt. Ohne schnelle Inversdiode käme es bei einem schnellen Ab- und Wiedereinschaltvorgang von induktiven Lasten zu einem Stromfluss im einschaltenden MOSFET aufgrund der Speicherladung der Bodydiode im gegenüberliegenden MOSFET, die den einschaltenden MOSFET beschädigen können. Teilweise lässt sich dies vermeiden, indem der MOSFET im Moment des Leitens der Bodydiode eingeschaltet wird, wodurch er den Stromfluss der Diode übernimmt und diese sich bereits erholen kann. Bei hohen Arbeitsfrequenzen oder geringem Aussteuergrad, kombiniert mit hohem Blindstrom, reicht diese Zeit für die Diode jedoch nicht aus, um freizuwerden. Bedeutender ist daher ein weiterer Zerstörmechanismus, der darauf beruht, dass es bei noch nicht freigewordener Bodydiode und einer an ihr erzwungenen Sperrspannung zum Durchbruch einer parasitären Transistorstruktur in diesem sperrenden MOSFET kommen kann, welches ihn zerstört.
Allerdings weisen schnelle Gleichrichterdioden, auch als Fast-Recovery-Gleichrichterdioden bezeichnet, die extern als Freilaufdiode parallel zu der internen Inversdiode geschaltet werden, noch kürzeres und damit besseres Schaltverhalten auf. Dies folgt aus dem Umstand, dass eine externe Diode und deren Aufbau unabhängig von der MOSFET-Struktur auf geringe Schaltzeiten und Flussspannung optimiert werden kann. Dies gilt insbesondere bei schnellen Gleichrichterdioden, die auf dem Halbleitermaterial Siliciumcarbid (SiC) basieren.
Bei geringen Arbeitsspannungen können als Freilaufdioden Silizium-Schottkydioden eingesetzt werden, die nicht nur wesentlich schneller sind, sondern aufgrund ihrer geringen Flussspannung den inversen Stromfluss durch die Bodydiode vollständig übernehmen.

## Alternative Bezeichnung
Die Abkürzung FREDFET bezeichnet manchmal auch den Begriff free running extinction diode FET (FET mit Freilauf-Löschdiode).